# Singapore Open 2011
Het Barclays Singapore Open is een golftoernooi van de Europese PGA Tour en de Aziatische PGA Tour.
Dit is de 48ste editie van het Singapore Open, dat bestaat sinds 1961 maar dit is de derde editie die ook meetelt voor de Europese Tour. Het wordt in 2011 van 10-13 november gespeeld, wederom op de The Serapong en The Tanjong banen van de Sentosa Golf Club. Het prijzengeld is US$ 6.000.000.
Er doen 204 spelers mee:
- 77 spelers van de Europese PGA Tour
- 77 spelers van de Aziatische PGA Tour
- 22 spelers van de Chinese, Japanse, Indiase, Koreaanse en Asean PGA Tours
- 10 invitaties
- 4 Singapore PGA leden
- 4 Singapore top-amateurs
- 5 spelers via een kwalificatietoernooi van 1 november
- 5 extra spelers

## Verslag

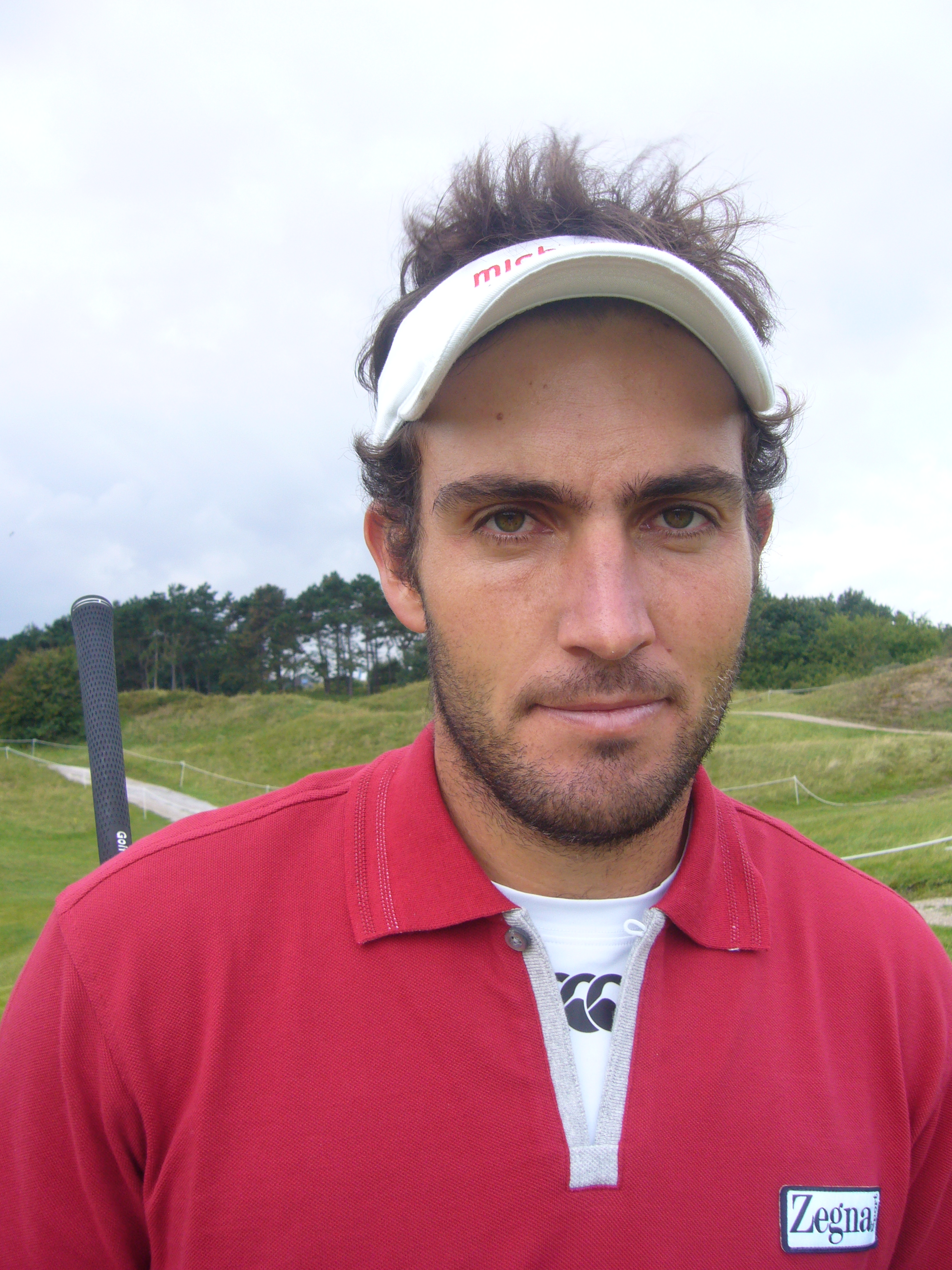
Edoardo Molinari, 62

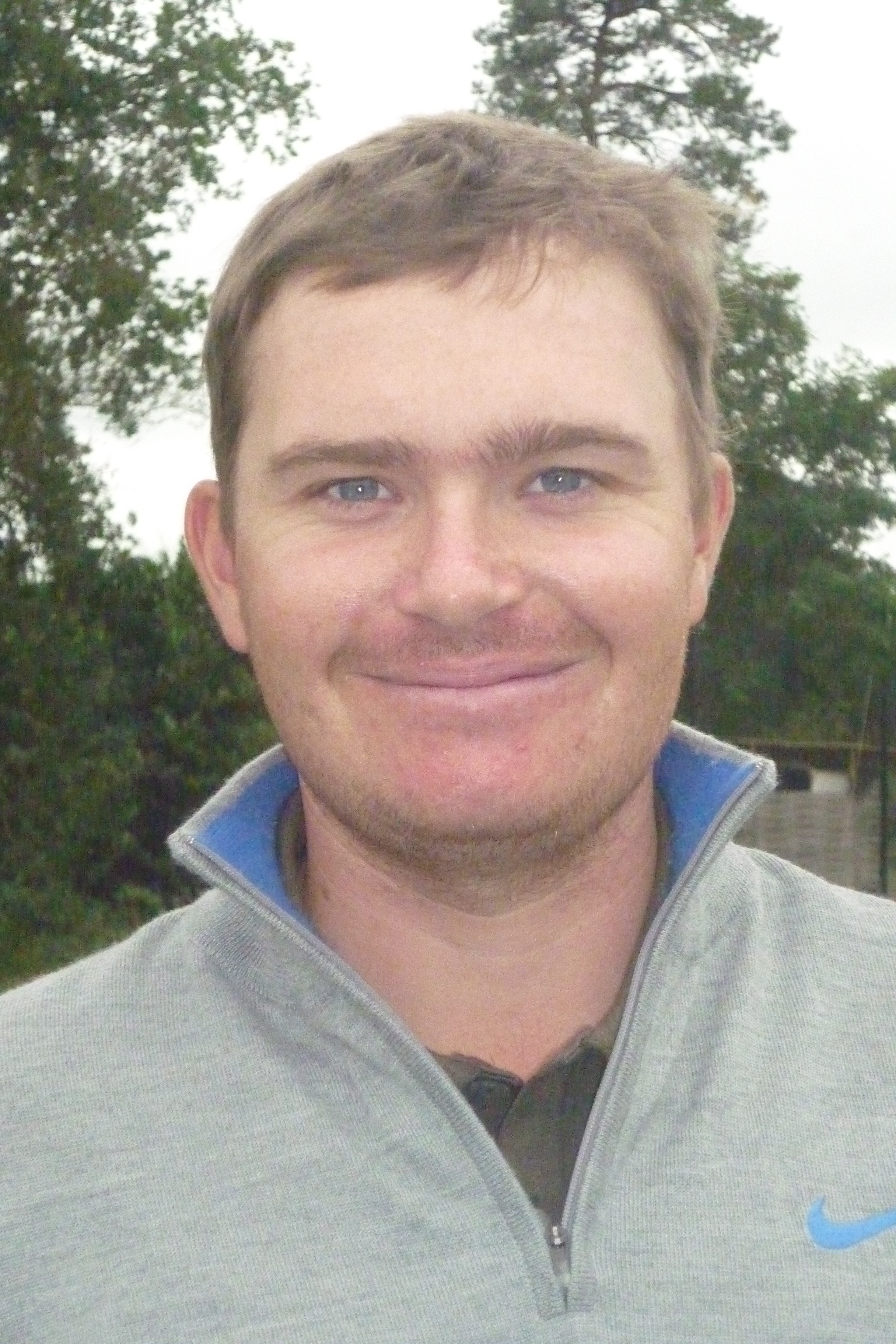
James Morrison, 62

Er wordt de eerste twee dagen op beide banen gespeeld, na de cut spelen alle overgebleven spelers op The Serapong-baan. Beide banen hebben tijdens dit toernooi een par van 71. Er wordt alleen van tee 1 gestart.
Ronde 1
Y.E. Yang speelde op Tanjong met Phil Mickelson en Padraig Harrington en werd clubhouse leader met een mooie score van 63. Na twintig minuten werd hij al ingehaald door Edoardo Molinari, die tien birdies maakte voor 62, net als James Morrison, die nog later binnenkwam. Guido van der Valk, die enkele maanden geleden een toernooi op de ADT Tour won, maakte 74. Op deze baan staan 48 spelers onder par.

Op Serapong had Jbe Kruger met -6 de beste score. Beste amateur was Zhiqun Lam met -5. Joost Luiten maakte daar een ronde van 69, Derksen 74 en Colsaerts eindigde met +11 onderaan de ranglijst. Op deze baan staan 33 spelers onder par.
Ronde 2
Gonzalo Fernandez-Castano heeft ondanks een bogey een mooie ronde van -10 gemaakt en is daarmee aan de leiding gegaan. Hij heeft nu drie slagen voorsprong op de leiders van ronde 1. Joost Luiten verbeterde zijn positie ook aanzienlijk en staat nu op een gedeeld derde plaats.
Ronde 3
De cut werd -3, 80 spelers zijn door naar de derde ronde. Nadat zestig spelers gestart waren begon het te onweren, de rest van de ronde kon zaterdag niet worden gespeeld, het toernooi is tot 54 holes ingekort.
Zondag werd de derde ronde afgemaakt. Hij eindigde tin een play-off tussen Ricardo Fdz Castano en Juvic Padungsan, die een laatste ronde van 67 had gemaakt. Na de afslag op de eerste extra hole begon het onweer opnieuw; een uur later kon er weer gestart worden maar voordat ze op de green waren werden de spelers weer teruggeroepen Er werd besloten maandag de play-off af te maken. Deze werd met een birdie gewonnen door Fernandez Castano toen het duo voor de tweede keer de achttiende hole speelde.

Louis Oosthuizen en Anthony Kim eindigden op de derde plaats met -3, Joost Luiten eindigde op een gedeeld vijfde plaats.
- Leaderboard

| Naam                      | Score R1 | Score R1 | Nr   | Score R2 | Score R2 | Totaal | Nr  | Score R3 | Score R3 | Totaal | Nr  |
| ------------------------- | -------- | -------- | ---- | -------- | -------- | ------ | --- | -------- | -------- | ------ | --- |
| Gonzalo Fernandez-Castano | 66       | -5       | T7   | 61       | -10      | -15    | 1   | 72       | +1       | -14    | 1   |
| Juvic Padungsan           | 66       | -5       | T7   | 66       | -5       | -10    | T   | 67       | -4       | -14    | 2   |
| Louis Oosthuizen          | 72       | +1       | T    | 63       | -8       | -7     | T   | 65       | -6       | -13    | T3  |
| Joost Luiten              | 69       | -2       | T54  | 65       | -6       | -8     | T8  | 67       | -4       | -12    | T5  |
| Edoardo Molinari          | 62       | -9       | T1   | 68       | -3       | -12    | T2  | 71       | par      | -12    | T5  |
| James Morrison            | 62       | -9       | T1   | 68       | -3       | -12    | T2  | 72       | +1       | -11    | T8  |
| Jbe Kruger                | 65       | -6       | T5   | 72       | +1       | -5     | T22 | 68       | -3       | -8     | T13 |
| Y.E. Yang                 | 63       | -8       | 3    | 71       | par      | -8     | T8  | 73       | +2       | -6     | T23 |
| Daisuke Maruyama          | 64       | -7       | 4    | 71       | par      | -7     | T3  | 73       | +2       | -5     | T33 |
| Guido van der Valk        | 74       | +3       | T158 | 77       | +5       | +8     | MC  |          |          |        |     |
| Nicolas Colsaerts         | 82       | +11      | T203 | 72       | +1       | T89    | MC  |          |          |        |     |
| Robert-Jan Derksen        | 74       | +3       | T158 | WD       |          |        |     |          |          |        |     |

| Leider |  | Toernooirecord |  | Serapong |  | Tanjong |  | MC= missed cut |  | WD = withdrawn = teruggetrokken |

## De spelers
Drievoudig winnaar Adam Scott (2005, 2006, 2010) komt zijn titel verdedigen.
| Europese en Aziatische Tour - Thomas Aiken - Fredrik Andersson Hed - Kiradech Aphibarnrat - Seuk-hyun Baek - Scott Barr - Jay Bayron - Darren Beck - Kunal Bhasin - Gaganjeet Bhullar - Thomas Bjørn - Richard Bland - Adam Blyth - Marcus Both - Grégory Bourdy - Gary Boyd - Mark Brown - Alejandro Cañizares - Tony Carolan - Christian Cévaër - Yih-shin Chan - Danny Chia - KJ Choi - S.S.P Chowrasia - Nicolas Colsaerts - Adilson Da Silva - Rhys Davies - Robert-Jan Derksen - Stephen Dodd - Andrew Dodt - Jamie Donaldson - Nick Dougherty - Bradley Dredge - Simon Dyson - Johan Edfors - Ernie Els - Gonzalo Fdz Castaño - Kenneth Ferrie - Oliver Fisher - Ross Fisher - Gavin Flint - Mark Foster - Marcus Fraser - Nicolas Fung - Stephen Gallacher - Rahil Gangjee - Ignacio Garrido - CJ Gatto - Gaurav Ghei - David Gleeson - Retief Goosen - Joonas Granberg - Adam Groom - Justin Han - Anders Hansen | - Søren Hansen - Padraig Harrington - Grégory Havret - Scott Hend - Oskar Henningsson - Rory Hie - Tetsuji Hiratsuka - Michael Hoey - Keith Horne - David Horsey - David Howell - Jeppe Huldahl - Kodai Ichihara - Md. Rashid Ismail - Raphaël Jacquelin - Thongchai Jaidee - Miguel Angel Jiménez - Michael Jonzon - Pariya Junhasavasdikul - Anthony Kang - Wook-soon Kang - Shiv Kapur - Rikard Karlberg - Robert Karlsson - Peter Karmis - Simon Khan - James Kingston - Søren Kjeldsen - Jason Knutzon - Jbe Kruger - Rick Kulacz - Anirban Lahiri - Chih-bing Lam - José Manuel Lara - Pablo Larrazábal - Antonio Lascuna - Paul Lawrie - Peter Lawrie - Danny Lee - Sung Lee - Ben Leong - Thomas Levet - Tom Lewis - Wen-hong Lin - Wen-tang Lin - Shane Lowry - Wen-teh Lu - Joost Luiten - Mardan Mamat - Prayad Marksaeng - Pablo Martin - Daisuke Maruyama - Gareth Maybin - Graeme McDowell | - Ross McGowan - Damien McGrane - Prom Meesawat - Phil Mickelson - Joong-kyung Mo - Zaw Moe - Edoardo Molinari - Francesco Molinari - Colin Montgomerie - James Morrison - Christian Nilsson - Chapchai Nirat - Alexander Norén - Louis Oosthuizen - Juvic Pagunsan - Unho Park - John Parry - Chinnarat Phadungsil - Panupol Pittayarat - Chawalit Plaphol - Tanatchan Puaektes - Mars Pucay - Angelo Que - Richie Ramsay - Jyoti Randhawa - Chris Rodgers - Justin Rose - Brett Rumford - Elmer Salvador - Mohd Siddikur - Digvijay Singh - Jeev Milkha Singh - Sujjan Singh - Lee Slattery - Thammanoon Sriroj - Iain Steel - Henrik Stenson - Scott Stewart - Scott Strange - Kwanchai Tannin - Namchok Tantipokhakul - Neil Turner - Guido van der Valk - Tjaart van der Walt - Ter-chang Wang - Steve Webster - Martin Wiegele - Danny Willett - Oliver Wilson - Thaworn Wiratchant - Y.E. Yang - Lian-wei Zhang - Matthew Zions | Order of Merit India - Ashok Kumar - Mukesh Kumar - Rashid Khan - Mithun Perera - Chiragh Kumar Order of Merit China - Wen-chong Liang - Dong Su Order of Merit Japan - Shigeki Maruyama - Hiroshi Iwata - Mamoru Osanai Order of Merit Korea - Soon-sang Hong - Sang-hyun Park - Kyung-nam Kang - Ho-sung Choi - Do-kyu Park Invitaties - Jhonattan Vegas - Jeff Overton - James Byrne - Anthony Kim - Camilo Villegas - Daniel Chopra - Paul McGinley - Tommy Fleetwood - Paul Cutler - Thorbjørn Olesen Singapore PGA - Eng-Wah Poh - Quincy Quek - Madasaamy Murugiah - Justin Han Amateurs - Hao-Sheng Hsu - Melvin Chew Por Chen - Joshua Ho Sheng Liang - Zhiqun Lam Verder gekwalificeerd - Gary Kwek - Miles Tunnicliff - Chang Ren Chiat - Kieran Pratt - Steven O'Hara Extra - Wen-chong Liang (gastland) |